# Ievgueni Savine
Pour les articles homonymes, voir Savine.
Ievgueni Léonidovitch Savine (en russe : Евгений Леонидович Савин) est un footballeur russe né le 19 avril 1984 à Belozersk.
Actif au niveau professionnel de 2000 à 2015, il a notamment joué au poste d'attaquant en première division russe sous les couleurs de l'Amkar Perm et du Krylia Sovetov Samara durant la deuxième moitié des années 2000.
Après la fin de sa carrière de joueur, il travaille dans les médias sportifs en tant que commentateur et présentateur. À partir de 2018, il devient vidéaste web sur la plate-forme YouTube où il anime une chaîne consacrée au football russe nommée Krasava. En décembre 2020, il fonde un club de football du même nom dans la ville d'Odintsovo, qui évolue aujourd'hui en troisième division russe.

## Biographie

### Carrière de joueur

#### Débuts dans les divisions inférieures (2000-2005)
Né à Belozersk et formé dans un premiers temps dans les rangs de l'Irtych Tobolsk (en), Ievgueni Savine rejoint en 1996 le centre de formation du Rotor Volgograd. Il intègre en 2000 l'équipe réserve du club avec lequel il fait ses débuts en troisième division contre le Diana Voljsk le 12 mai 2000, à l'âge de 16 ans. Il dispute l'année suivante le championnat des réserves qui est remporté par le Rotor au terme de la saison. Malgré cela, il ne parvient cependant jamais à intégrer l'équipe première et quitte le club en fin d'année 2001.
Par la suite, Savine passe une saison au Riazan-Agrokomplekt en 2002 avant d'être transféré au Lokomotiv Moscou où il est à nouveau cantonné à l'équipe réserve. En 2004, il rejoint les rangs du Tom Tomsk en deuxième division. Il y dispute alors 27 rencontres et marque quatre buts tandis que le club termine deuxième du championnat et accède à la promotion. Il reste malgré tout à l'échelon inférieur pour la saison suivante durant laquelle il porte les couleurs de l'Anji Makhatchkala puis du FK Khimki.

#### Amkar Perm et passage en sélection (2006-2007)
En 2006, Savine signe en faveur de l'Amkar Perm, club avec lequel il découvre la première division où il joue 17 matchs pour six buts marqués, incluant un doublé contre le FK Moscou le 20 août 2006. Ses performances lui permettent alors d'être appelé avec la sélection russe espoirs d'Aleksandr Borodiouk pour laquelle il prend part à quatre matchs de qualification pour l'Euro espoirs 2007. À cette occasion, il est buteur à deux reprises contre la Finlande et marque un autre but contre le Portugal lors du match aller des barrages remportés 4-1, ce qui ne permet cependant pas d'éviter l'élimination des Russes à l'issue du match retour. Il est ensuite appelé avec la sélection A de Guus Hiddink en mars 2007 pour les éliminatoires de l'Euro 2008 mais ne fait aucune apparition  à cette occasion.
Durant l'été 2007, le CSKA Moscou annonce la signature de Savine dans le cadre d'un contrat de cinq années, mais le transfert est finalement annulé à l'initiative des actionnaires du club qui ont considéré son recrutement, estimé à 3,5 millions d'euros, comme trop onéreux. Il reste donc finalement à l'Amkar pour l'ensemble de la saison 2007 durant laquelle de mauvaises performances finissent par lui faire perdre sa place de titulaire pour la deuxième partie de l'exercice.

#### Krylia Sovetov Samara (2008-2011)

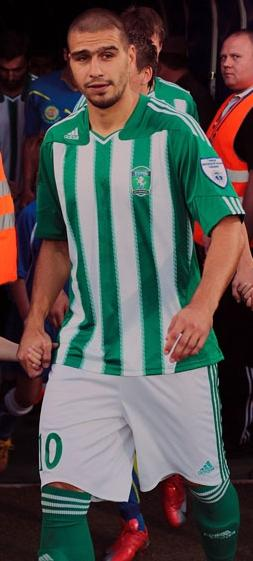
Ievgueni Savine sous les couleurs du Tom Tomsk en 2011.

En janvier 2008, Savine quitte Perm pour rejoindre le Krylia Sovetov Samara où il signe un contrat de quatre ans. Buteur sous ses nouvelles couleurs dès son premier match contre le Terek Grozny le 14 mars à l'occasion d'une victoire 3-0, il conserve une place de titulaire en attaque pendant toute la 2008 et marque notamment cinq autres buts tandis que le club termine sixième du championnat et se qualifie pour la phase qualificative de la Ligue Europa 2009-2010. Prenant part à cette campagne européenne à l'été 2009, Savine est auteur de deux des trois buts des Samariens contre les Irlandais de St. Patrick's Athletic lors du match retour à domicile pour un succès 3-2, ce qui ne suffit cependant pas à qualifier les siens qui sont éliminés selon la règle des buts marqués à l'extérieur en raison d'un revers 1-0 en Irlande au match aller.
Il continue par la suite sa carrière à Samara jusqu'au mois d'août 2011, cumulant plus d'une centaine de matchs pour le club avant de faire brièvement son retour au Tom Tomsk pour le restant de l'année 2011.

#### Fin de carrière (2012-2015)
Après ce passage à Tomsk, Savine quitte définitivement la première division en 2012 pour rejoindre dans un premier temps l'Oural Iekaterinbourg au deuxième échelon où il peine cependant à s'imposer et est mis en vente dès la fin d'année.
Il rebondit alors en troisième division sous les couleurs de l'Arsenal Toula avec qui il marque onze buts en onze matchs durant le restant de la saison 2012-2013 pour permettre aux siens de finir largement premier du groupe Centre et d'être promu à l'échelon supérieur. Il conserve ensuite ces couleurs pour le restant de l'année 2013, marquant neuf nouveaux buts durant la première partie de l'exercice 2013-2014 mais n'est pas conservé pour le restant de la saison.
Au début de 2014, Savine rejoint le Luch-Energia Vladivostok et apparait à cinq reprises sous ces couleurs avant d'être transféré au FK Tioumen où il est buteur à trois reprises en douze matchs durant le début de la saison 2014-2015. Durant le mois de novembre, il est victime d'une déchirure du tendon d'Achille qui l'éloigne des terrains pour le restant de l'exercice. Laissé libre par la suite et ne parvenant pas à retrouver de club, il décide de mettre un terme à sa carrière à l'âge de 31 ans.

### Carrière dans les médias
Peu après la fin de sa carrière, Ievgueni Savine se reconvertit dans les médias sportifs et anime dans un premier temps l'émission « Kult tura » (en russe : Культ тура) sur la chaîne Match TV en compagnie de Iouri Doud et Sergueï Chnourov dès le mois de novembre 2015 avant de devenir commentateur de matchs en janvier 2016. La même année il est élu « Personnalité de l'année » dans la catégorie « Visage de la TV » par le magazine GQ en compagnie de Iouri Doud.
En 2018, il apparaît au casting du film L'Entraîneur de Danila Kozlovski où il joue le rôle de capitaine du Spartak Moscou en compagnie notamment de l'autre ex-footballeur Dmitri Sytchev et commente ensuite les matchs de la Coupe du monde 2018 en duo avec Leonid Sloutski pour la chaîne Pervi Kanal.
Au mois d'août 2018, dans la foulée du Mondial, Savine lance une chaîne YouTube consacrée au football russe nommée Krasava, pouvant se traduire par « beau gosse », qui compte plus d'un million d'abonnés et cumule plus de 82 millions de vues à la mi-2020. En décembre 2020, il annonce la fondation d'un club de football du même nom basé dans la ville d'Odintsovo qui intègre la troisième division russe pour la saison 2021-2022.
Le 18 avril 2022, Savine publie sur son compte Youtube une vidéo dénonçant l'invasion de l'Ukraine par la Russie, dans laquelle il qualifie notamment celle-ci de « guerre », chose strictement réprimée par la loi russe. Dans les jours suivant la publication de la vidéo, son club de Krasava se voit refuser l'accès à son stade tandis que Savine annonce que le restant de l'exercice 2021-2022 sera financé à ses frais et que le club ne participera pas à la saison suivante. Une vidéo ultérieure de la chaîne Krasava publiée le 26 mai annonce que Savine a quitté le pays.

## Statistiques
| Saison                | Club                     | Championnat           | Championnat | Championnat | Coupe(s) nationale(s) | Coupe(s) nationale(s) | Compétition(s) continentale(s) | Compétition(s) continentale(s) | Compétition(s) continentale(s) | Total | Total |
| Saison                | Club                     | Division              | M.          | B.          | M.                    | B.                    | Comp.                          | M.                             | B.                             | M.    | B.    |
| 2000                  | Rotor-d Volgograd        | D3                    | 5           | 0           | -                     | -                     | -                              | -                              | -                              | 5     | 0     |
| 2001                  | Rotor Volgograd          | D1                    | -           | -           | -                     | -                     | -                              | -                              | -                              | 0     | 0     |
| 2002                  | Riazan-Agrokomplekt      | D3                    | 35          | 0           | 4                     | 0                     | -                              | -                              | -                              | 39    | 0     |
| 2003                  | Lokomotiv Moscou         | D1                    | -           | -           | -                     | -                     | -                              | -                              | -                              | 0     | 0     |
| 2004                  | Tom Tomsk                | D2                    | 27          | 4           | 1                     | 1                     | -                              | -                              | -                              | 28    | 5     |
| 2005                  | Anji Makhatchkala        | D2                    | 24          | 3           | 1                     | 0                     | -                              | -                              | -                              | 25    | 3     |
| 2005                  | FK Khimki                | D2                    | 9           | 3           | -                     | -                     | -                              | -                              | -                              | 9     | 3     |
| 2006                  | Amkar Perm               | D1                    | 17          | 6           | 4                     | 1                     | -                              | -                              | -                              | 21    | 7     |
| 2007                  | Amkar Perm               | D1                    | 29          | 3           | 5                     | 3                     | -                              | -                              | -                              | 34    | 6     |
| 2008                  | Krylia Sovetov Samara    | D1                    | 26          | 7           | 2                     | 1                     | -                              | -                              | -                              | 28    | 8     |
| 2009                  | Krylia Sovetov Samara    | D1                    | 26          | 5           | 1                     | 1                     | C3                             | 2                              | 2                              | 29    | 8     |
| 2010                  | Krylia Sovetov Samara    | D1                    | 28          | 4           | 1                     | 0                     | -                              | -                              | -                              | 29    | 4     |
| 2011-2012             | Krylia Sovetov Samara    | D1                    | 16          | 3           | 1                     | 0                     | -                              | -                              | -                              | 17    | 3     |
| 2011-2012             | Tom Tomsk                | D1                    | 10          | 0           | 1                     | 1                     | -                              | -                              | -                              | 11    | 1     |
| 2011-2012             | Oural Iekaterinbourg     | D2                    | 8           | 1           | -                     | -                     | -                              | -                              | -                              | 8     | 1     |
| 2012-2013             | Oural Iekaterinbourg     | D2                    | 2           | 0           | -                     | -                     | -                              | -                              | -                              | 2     | 0     |
| 2012-2013             | Arsenal Toula            | D3                    | 11          | 11          | -                     | -                     | -                              | -                              | -                              | 11    | 11    |
| 2013-2014             | Arsenal Toula            | D2                    | 22          | 9           | -                     | -                     | -                              | -                              | -                              | 22    | 9     |
| 2013-2014             | Luch-Energia Vladivostok | D2                    | 5           | 0           | -                     | -                     | -                              | -                              | -                              | 5     | 0     |
| 2014-2015             | FK Tioumen               | D2                    | 12          | 3           | 1                     | 0                     | -                              | -                              | -                              | 13    | 3     |
| Total sur la carrière | Total sur la carrière    | Total sur la carrière | 312         | 62          | 21                    | 8                     | -                              | 2                              | 2                              | 335   | 72    |